# Veneno

O pictograma internacional para substâncias tóxicas. A caveira e os ossos cruzados têm sido um símbolo padrão para veneno

Em biologia, os venenos são substâncias que podem causar morte, ferimentos ou danos a órgãos, tecidos, células e DNA, geralmente por reações químicas ou outra atividade em escalas moleculares, quando um organismo é exposto a uma quantidade suficiente.
Em um uso metafórico mais amplo do termo, pode se referir a qualquer coisa considerada prejudicial.
Os campos da medicina (particularmente veterinária) e zoologia frequentemente distinguem um veneno de uma toxina e de uma peçonha. Toxinas são venenos produzidos por organismos na natureza, e peçonhas são toxinas injetadas por uma mordida ou ferroada (isso é exclusivo para animais). A diferença entre a peçonha e outros venenos é o método de administração.
A indústria, a agricultura e outros setores empregam substâncias tóxicas por outras razões que não sua toxicidade. A maioria dos compostos industriais tóxicos tem fichas de dados de segurança de materiais associados e são classificados como substâncias perigosas. As substâncias perigosas estão sujeitas a extensa regulamentação sobre produção, aquisição e uso em domínios sobrepostos de segurança e saúde ocupacional, saúde pública, padrões de qualidade da água potável, poluição do ar e proteção ambiental. Devido à mecânica da difusão molecular, muitos compostos tóxicos se difundem rapidamente em tecidos biológicos, ar, água ou solo em escala molecular. Pelo princípio da entropia, a contaminação química é normalmente cara ou inviável de reverter, a menos que agentes quelantes específicos ou processos de microfiltração estejam disponíveis. Os agentes quelantes costumam ter um escopo mais amplo do que o alvo agudo e, portanto, sua ingestão requer supervisão médica ou veterinária cuidadosa.
Pesticidas são um grupo de substâncias cuja toxicidade para vários insetos e outros animais considerados pragas (por exemplo, ratos e baratas) é seu objetivo principal. Pesticidas naturais têm sido usados para essa finalidade há milhares de anos (por exemplo, o sal de mesa concentrado é tóxico para muitas lesmas). A bioacumulação de inseticidas agrícolas quimicamente preparados é motivo de preocupação para muitas espécies, especialmente pássaros, que consomem insetos como fonte primária de alimento. Toxicidade seletiva, aplicação controlada e biodegradação controlada são os principais desafios em herbicidase desenvolvimento de pesticidas e em engenharia química em geral, já que todas as formas de vida na Terra compartilham uma bioquímica subjacente; organismos excepcionais em sua resiliência ambiental são classificados como extremófilos, estes em sua maioria exibindo suscetibilidades radicalmente diferentes.
Um veneno que entra na cadeia alimentar - seja de origem industrial, agrícola ou natural - pode não ser imediatamente tóxico para o primeiro organismo que ingere a toxina, mas pode se tornar ainda mais concentrado em organismos predadores mais acima na cadeia alimentar, particularmente carnívoros e onívoros, especialmente no que diz respeito a venenos solúveis em gordura que tendem a ser armazenados no tecido biológico em vez de serem excretados na urina ou em outros efluentes à base de água.
Além da comida, muitos venenos entram prontamente no corpo através da pele e dos pulmões. O ácido fluorídrico é um notório veneno de contato, além de seus danos corrosivos. O gás ácido de ocorrência natural é um veneno atmosférico de ação rápida notório (liberado por atividades vulcânicas ou plataformas de perfuração). Irritantes de contato à base de plantas, como os possuídos pela hera venenosa ou carvalho venenoso, são freqüentemente classificados como alérgenos, e não como venenos; o efeito de um alérgeno não sendo um veneno como tal, mas para transformar as defesas naturais do corpo contra si mesmo. O veneno também pode entrar no corpo por meio de implantes médicos defeituosos ou por injeção (que é a base da injeção letal no contexto da pena de morte). Isto resultou em 98 000 mortes em todo o mundo, para baixo de 120 000 mortes em 1990.
Desde o isolamento do rádio natural por Marie e Pierre Curie em 1898 - e o advento subsequente da física nuclear e das tecnologias nucleares - são os venenos radiológicos. Eles estão associados à radiação ionizante, um modo de toxicidade bastante distinto dos venenos quimicamente ativos. Em mamíferos, os venenos químicos são frequentemente transmitidos da mãe para os filhos através da placenta durante a gestação ou através do leite materno durante a amamentação. Em contraste, o dano radiológico pode ser transmitido da mãe ou do pai para a descendência por meio de mutação genética, que - se não for fatal em um aborto espontâneo ou na infância, ou uma causa direta de infertilidade - pode então ser transmitida novamente para uma geração subsequente. O radônio atmosférico é um veneno radiológico natural de impacto crescente, uma vez que os humanos mudaram de estilos de vida de caçadores-coletores, passando por cavernas, para estruturas cada vez mais fechadas capazes de conter o radônio em concentrações perigosas. O envenenamento de Alexander Litvinenko em 2006 foi um novo uso de assassinato radiológico, presumivelmente com o objetivo de escapar da investigação normal de venenos químicos.
Os venenos amplamente dispersos no meio ambiente são conhecidos como poluição. Muitas vezes são de origem humana, mas a poluição também pode incluir processos biológicos indesejados, como maré vermelha tóxica ou mudanças agudas no ambiente químico natural atribuído a espécies invasoras, que são tóxicas ou prejudiciais à ecologia anterior (especialmente se a ecologia anterior era associada ao valor econômico humano ou a uma indústria estabelecida, como a coleta de marisco).
As disciplinas científicas de ecologia e gestão de recursos ambientais estudam o ciclo de vida ambiental de compostos tóxicos e seus efeitos complexos, difusos e altamente inter-relacionados.

## Terminologia
O termo "veneno" é frequentemente usado coloquialmente para descrever qualquer substância prejudicial - particularmente substâncias corrosivas, carcinógenos, mutagênicos, teratógenos e poluentes prejudiciais, e para exagerar os perigos dos produtos químicos. Paracelso (1493-1541), o pai da toxicologia, escreveu certa vez: "Tudo é veneno, há veneno em tudo. Só a dose torna uma coisa, não um veneno". O termo "veneno" também é usado em sentido figurado: "A presença do irmão envenenou o ambiente da festa". A lei define "veneno" de forma mais estrita. As substâncias que não são legalmente obrigadas a apresentar o rótulo "veneno" também podem causar intoxicação.
Alguns venenos também são toxinas, que são qualquer veneno produzido por animais, vegetais ou bactérias, como as proteínas bacterianas que causam o tétano e o botulismo. Uma distinção entre os dois termos nem sempre é observada, mesmo entre cientistas. As formas derivadas "tóxicas" e "venenosas" são sinônimos. Os venenos animais administrados por via subcutânea (por exemplo, por picada ou mordida) também são chamados de peçonha. No uso normal, um organismo venenoso é aquele que é prejudicial para o consumo, mas um organismo peçonhento usa o veneno para matar sua presa ou para se defender em vida. Um único organismo pode ser venenoso e peçonhento, mas isso é raro.
Todos os seres vivos produzem substâncias para protegê-los de serem comidos, então o termo "veneno" geralmente é usado apenas para substâncias que são venenosas para humanos, enquanto substâncias que são principalmente venenosas para um patógeno comum ao organismo e humanos são consideradas antibióticos. As bactérias são, por exemplo, um adversário comum para o fungo Penicillium chrysogenum e os humanos, e como o veneno do fungo tem como alvo apenas as bactérias, os humanos podem usá-lo para se livrar das bactérias em seus corpos. Os peptídeos antimicrobianos humanos tóxicos para vírus, fungos, bactérias e células cancerosas são considerados parte do sistema imunológico.
Na física nuclear, um veneno é uma substância que obstrui ou inibe uma reação nuclear.
Substâncias perigosas para o meio ambiente não são necessariamente venenos e vice-versa. Por exemplo, águas residuais da indústria alimentícia - que podem conter suco de batata ou leite - podem ser perigosas para os ecossistemas de riachos e rios por consumir oxigênio e causar eutrofização, mas não são perigosas para os humanos e não são classificadas como venenosas.
Biologicamente falando, qualquer substância, se administrada em grandes quantidades, é venenosa e pode causar a morte. Por exemplo, vários quilogramas de água constituiriam uma dose letal. Muitas substâncias usadas como medicamentos - como o fentanil - têm um LD50 apenas uma ordem de magnitude maior do que o ED50. Uma classificação alternativa distingue entre substâncias letais que fornecem um valor terapêutico e aquelas que não o fazem.

## Envenenamento
A intoxicação pode ser aguda ou crônica e causada por uma variedade de substâncias naturais ou sintéticas. As substâncias que destroem o tecido, mas não absorvem, como a soda cáustica, são classificadas como corrosivas em vez de venenos.

### Agudo
O envenenamento agudo é a exposição a um veneno em uma ocasião ou durante um curto período de tempo. Os sintomas se desenvolvem em estreita relação com a exposição. A absorção de um veneno é necessária para o envenenamento sistêmico. Além disso, muitos medicamentos domésticos comuns não são rotulados com caveira e ossos cruzados, embora possam causar doenças graves ou até a morte. O envenenamento pode ser causado pelo consumo excessivo de substâncias geralmente seguras, como no caso da intoxicação por água.
Os agentes que atuam no sistema nervoso podem paralisar em segundos ou menos e incluem neurotoxinas derivadas biologicamente e os chamados gases nervosos, que podem ser sintetizados para a guerra ou a indústria.
O cianeto inalado ou ingerido, usado como método de execução em câmaras de gás ou como método suicida, quase instantaneamente deixa o corpo sem energia ao inibir as enzimas nas mitocôndrias que produzem ATP. A injeção intravenosa de uma concentração anormalmente alta de cloreto de potássio, como na execução de prisioneiros em partes dos Estados Unidos, interrompe rapidamente o coração ao eliminar o potencial celular necessário para a contração muscular.
A maioria dos biocidas, incluindo pesticidas, são criados para agir como venenos agudos para organismos-alvo, embora o envenenamento crônico agudo ou menos observável também possa ocorrer em organismos não-alvo (envenenamento secundário), incluindo os humanos que aplicam os biocidas e outros organismos benéficos. Por exemplo, o herbicida 2,4-D imita a ação de um hormônio vegetal, o que torna sua toxicidade letal específica para as plantas. Na verdade, o 2,4-D não é um veneno, mas é classificado como "nocivo" (UE).
Muitas substâncias tidas como venenos são tóxicas apenas indiretamente, por intoxicação. Um exemplo é o "álcool de madeira" ou metanol, que não é venenoso em si, mas é quimicamente convertido em formaldeído tóxico e ácido fórmico no fígado. Muitas moléculas de drogas tornam-se tóxicas no fígado, e a variabilidade genética de certas enzimas hepáticas faz com que a toxicidade de muitos compostos difira entre os indivíduos.
A exposição a substâncias radioativas pode produzir envenenamento por radiação, um fenômeno não relacionado.
Dois casos comuns de envenenamento natural agudo são o envenenamento por teobromina em cães e gatos e o envenenamento por cogumelos em humanos. Cães e gatos não são herbívoros naturais, mas uma defesa química desenvolvida por Theobroma cacao pode ser fatalmente acidental. Muitos onívoros, incluindo humanos, consomem fungos comestíveis prontamente e, portanto, muitos fungos evoluíram para se tornarem decididamente não comestíveis, neste caso como uma defesa direta.

### Crônica
O envenenamento crônico é a exposição repetida ou contínua de longo prazo a um veneno, onde os sintomas não ocorrem imediatamente ou após cada exposição. A pessoa adoece gradualmente ou depois de um longo período de latência. O envenenamento crônico ocorre mais comumente após a exposição a venenos que se bioacumulam ou são biomagnificados, como mercúrio, gadolínio e chumbo.

## Gestão
- O manejo inicial de todas as intoxicações inclui a garantia da função cardiopulmonar adequada e o tratamento de quaisquer sintomas, como convulsões, choque e dor.
- Venenos injetados (por exemplo, da picada de animais) podem ser tratados ligando a parte afetada do corpo com uma bandagem de pressão e colocando a parte afetada do corpo em água quente (com temperatura de 50 °C). A bandagem de pressão evita que o veneno seja bombeado por todo o corpo, e a água quente o decompõe. Este tratamento, entretanto, só funciona com venenos compostos por moléculas de proteínas.[7]
- Na maioria das intoxicações, a base do tratamento é fornecer cuidados de suporte ao paciente, ou seja, tratar os sintomas em vez do veneno.

### Descontaminação
O tratamento de um veneno ingerido recentemente pode envolver descontaminação gástrica para diminuir a absorção. A descontaminação gástrica pode envolver carvão ativado, lavagem gástrica, irrigação de todo o intestino ou aspiração nasogástrica. O uso rotineiro de eméticos (xarope de Ipecacu), catárticos ou laxantes não é mais recomendado.
- O carvão ativado é o tratamento de escolha para prevenir a absorção do veneno. Geralmente é administrado quando o paciente está na sala de emergência ou por um provedor de cuidados de saúde de emergência treinado, como um paramédico ou paramédico. No entanto, o carvão é ineficaz contra metais como sódio, potássio e lítio e álcoois e glicóis; também não é recomendado para ingestão de produtos químicos corrosivos, como ácidos e álcalis.[8]
- Os catárticos foram postulados para diminuir a absorção, aumentando a expulsão do veneno do trato gastrointestinal. Existem dois tipos de catárticos usados em pacientes envenenados; catárticos salinos (sulfato de sódio, citrato de magnésio, sulfato de magnésio) e catárticos sacarídeos (sorbitol). Eles não parecem melhorar o resultado do paciente e não são mais recomendados.[9]
- A emese (isto é, induzida por ipecacuanha) não é mais recomendada em situações de envenenamento, porque o vômito é ineficaz na remoção de venenos.[10]
- A lavagem gástrica, comumente conhecida como bomba estomacal, é a inserção de um tubo no estômago, seguida pela administração de água ou soro fisiológico pelo tubo. O líquido é então removido junto com o conteúdo do estômago. A lavagem tem sido usada por muitos anos como um tratamento comum para pacientes envenenados. No entanto, uma revisão recente do procedimento em intoxicações não sugere nenhum benefício.[11] Às vezes, ainda é usado se puder ser realizado dentro de 1 hora após a ingestão e a exposição for potencialmente fatal.
- A aspiração nasogástrica envolve a colocação de um tubo através do nariz até o estômago, o conteúdo do estômago é então removido por sucção. Este procedimento é usado principalmente para ingestões de líquidos em que o carvão ativado é ineficaz, por exemplo, envenenamento por etilenoglicol.
- A irrigação intestinal limpa o intestino. Isso é conseguido dando ao paciente grandes quantidades de uma solução de polietilenoglicol. A solução de polietilenoglicol osmoticamente equilibrada não é absorvida pelo corpo, tendo o efeito de lavar todo o trato gastrointestinal. Seus principais usos são para tratar a ingestão de drogas de liberação sustentada, toxinas não absorvidas pelo carvão ativado (por exemplo, lítio, ferro) e para a remoção de embalagens de drogas ingeridas (embalagem de corpos / contrabando).[12]

## Epidemiologia

Mortes por envenenamento por milhão de pessoas em 2012
0-2
3-5
6-7
8-10
11-12
13-19
20-27
28-41
42-55
56-336

Ano de vida ajustado por deficiência para intoxicações por habitantes em 2004.
sem dados
<10
10–90
90–170
170–250
250–330
330–410
410–490
490–570
570–650
650–700
700–880
>880

Em 2010, o envenenamento resultou em cerca de 180 000 mortes contra 200 000 em 1990. Houve aproximadamente 727 500 visitas ao departamento de emergência nos Estados Unidos envolvendo envenenamentos - 3,3% de todos os casos relacionados a lesões.

## Aplicação
Os compostos venenosos podem ser úteis por sua toxicidade ou, mais frequentemente, por causa de outra propriedade química, como reatividade química específica. Os venenos são amplamente utilizados na indústria e na agricultura, como reagentes químicos, solventes ou reagentes complexantes, por exemplo, monóxido de carbono, metanol e cianeto de sódio, respectivamente. Eles são menos comuns no uso doméstico, com exceções ocasionais, como amônia e metanol. Por exemplo, o fosgênio é um aceptor nucleófilo altamente reativo, o que o torna um excelente reagente para polimerizar dióis e diaminas para produzir policarbonatoe plásticos de poliuretano. Para isso, milhões de toneladas são produzidas anualmente. No entanto, a mesma reatividade o torna também altamente reativo para proteínas no tecido humano e, portanto, altamente tóxico. Na verdade, o fosgênio tem sido usado como arma química. Pode ser contrastado com o gás mostarda, que só foi produzido para uso em armas químicas, pois não tem uso industrial específico.
Os biocidas não precisam ser tóxicos para os humanos, porque podem ter como alvo as vias metabólicas ausentes nos humanos, deixando apenas uma toxicidade acidental. Por exemplo, o herbicida ácido 2,4-diclorofenoxiacético é um mimetizador de um hormônio de crescimento vegetal, que causa um crescimento incontrolável levando à morte da planta. Humanos e animais, sem esse hormônio e seu receptor, não são afetados por isso e precisam ingerir doses relativamente grandes antes que qualquer toxicidade apareça. A toxicidade humana é, no entanto, difícil de evitar com pesticidas direcionados aos mamíferos, como os rodenticidas.
O risco de toxicidade também é diferente da toxicidade em si. Por exemplo, o conservante tiomersal usado nas vacinas é tóxico, mas a quantidade administrada em uma única injeção é desprezível.

## História

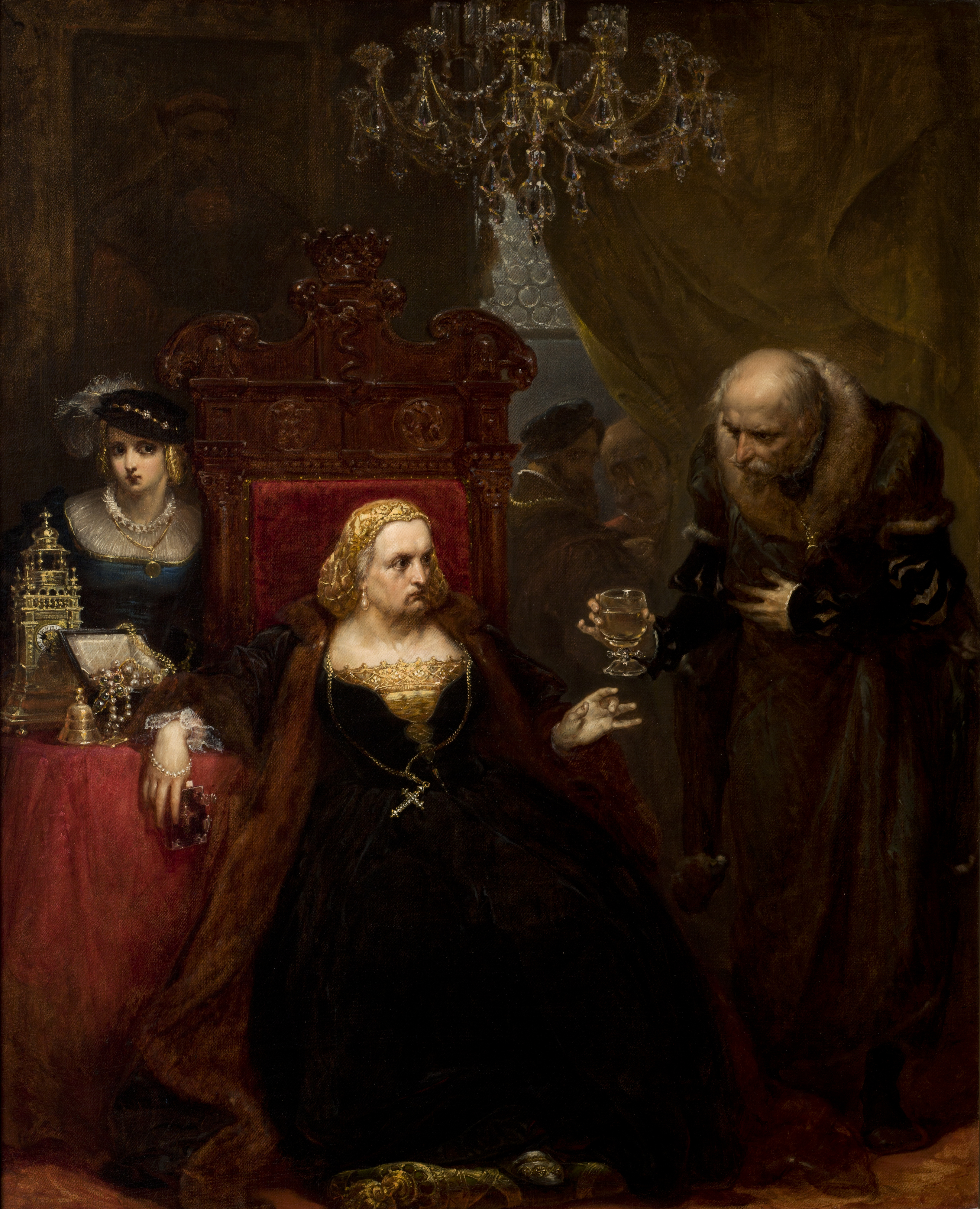
"Envenenamento da Rainha Bona" Bona" por Jan Matejko.

Ao longo da história humana, a aplicação intencional de veneno foi usada como método de assassinato, controle de pragas, suicídio e execução. Como método de execução, o veneno foi ingerido, como os antigos atenienses (veja Sócrates), inalado, como o monóxido de carbono ou cianeto de hidrogênio (veja a câmara de gás), ou injetado (veja a injeção letal). O efeito letal do veneno pode ser combinado com seus poderes supostamente mágicos; um exemplo é o veneno gu chinês. Veneno também foi empregado em guerras. Por exemplo, o texto chinês do século XIV do Huolongjing escrito por Jiao Yu delineou o uso de uma mistura de pólvora venenosa para encher bombas de granadas de ferro fundido.
Embora o arsênico seja um veneno ambiental natural, seu concentrado artificial já foi apelidado de "pó de herança", usado para matar sem deixar rastros e não impedir que o assassino de herde propriedade de uma pessoa que matou Na Europa medieval, era comum que os monarcas empregassem provadores pessoais de comida para impedir o assassinato real.

## Uso figurativo
O termo veneno também é usado em sentido figurado. O sentido da gíria para bebida alcoólica é atestado pela primeira vez em 1805, inglês americano. (por exemplo, um barman pode perguntar a um cliente "qual é o seu veneno?") O uso figurativo do termo data do final do século XV. A referência figurativa a pessoas como veneno data de 1910. O termo figurativo carta com caneta de veneno tornou-se bem conhecido em ... 1913 por um notório caso criminal na Pensilvânia, EUA; a frase data de 1898.